# Andard
Andard är en kommun i departementet Maine-et-Loire i regionen Pays de la Loire i nordvästra Frankrike. Kommunen ligger i kantonen Angers-Trélazé som tillhör arrondissementet Angers. År 2018 hade Andard 2 630 invånare.

## Befolkningsutveckling
Antalet invånare i kommunen Andard
| Referens: INSEE |